# Jag lever nu
Jag lever nu är Christer Sandelins femte studioalbum som soloartist, utgivet i april 1997. Albumet utgavs på CD.

## Låtlista
1. Kan inte sova – 4:32
2. Regnet – 5:19
3. Jag lever nu – 3:54
4. Vänd dig om – 3:48
5. Sol sol sol – 3:14
6. På en strand – 5:42
7. Den bästa av världar – 3:37
8. Jag behöver – 4:15
9. Härifrån till evigheten – 4:13
10. Om du stannar kvar – 4:36